# Antonella Aquino
Antonella Aquino (5 de mayo de 1994, Chajarí, Entre Ríos, Argentina) es una jugadora de fútbol argentina que se desempeña como arquera en el Club Atlético Atlanta.

## Trayectoria
Inició su carrera como jugadora de fútbol profesional en el año 2016 jugando para el Club Atlético Excursionistas. Aunque originalmente se desempeñó como volante por derecha, rápidamente encontró su lugar bajo los tres palos. 
En 2017 pasa al Club Atlético Atlanta en donde lograría un ascenso a la Primera División del Fútbol Femenino de la Argentina. 
Tras pasos por el Club Atlético San Lorenzo de Almagro y el Club Atlético Lanús, en septiembre de 2020 se unió a las filas del Club Atlético Platense, haciendo su debut en la primera fecha del Torneo Transición 2020 en la derrota frente a UAI Urquiza.
En el año 2022 regresa a Atlanta, a préstamo, por un año.